# Niklas Bolten
Niklas Bolten (Meerbusch, 1994. március 29. –) német labdarúgó, aki jelenleg a VfB Stuttgart II játékosa.

## Statisztika
2015. július 29. szerint.
| Klub                        | Szezon   | Bajnokság | Bajnokság | Kupa  | Kupa | Nemzetközi | Nemzetközi | Összesen | Összesen |
| Klub                        | Szezon   | Mérk.     | Gól       | Mérk. | Gól  | Mérk.      | Gól        | Mérk.    | Gól      |
| --------------------------- | -------- | --------- | --------- | ----- | ---- | ---------- | ---------- | -------- | -------- |
| Borussia Mönchengladbach II | 2013–14  | 2         | 0         | 0     | 0    | -          | -          | 2        | 0        |
| Borussia Mönchengladbach II | 2014–15  | 0         | 0         | 0     | 0    | -          | -          | 0        | 0        |
| Borussia Mönchengladbach II | Összesen | 2         | 0         | 0     | 0    | 0          | 0          | 2        | 0        |
| VfB Stuttgart II            | 2015–16  | 0         | 0         | 0     | 0    | -          | -          | 0        | 0        |
| Összesen                    | 0        | 0         | 0         | 0     | 0    | 0          | 0          | 0        |          |
| Összesen                    | Összesen | 2         | 0         | 0     | 0    | 0          | 0          | 2        | 0        |